# جف هاردی
جفری نیرو هاردی (زاده ۳۱ اوت ۱۹۷۷) کشتی‌گیر حرفه‌ای و موسیقی‌دان آمریکایی است که در حال حاضر با آل الیت رستلینگ (ای‌ایی‌دبلیو) قرارداد دارد. او همچنین سابقهٔ همکاری با دبلیودبلیوئی، تی‌ان‌ای و رینگ آو هانر و نیز چندید فعالیت‌های مستقل دیگر را در کارنامهٔ فعالیت‌های کشتی حرفه‌ای خود دارد. طبق گزارش شبکهٔ رادیویی تاک اسپورت مستقر در بریتانیا، هاردی «به‌طور کلی یکی از بزرگ‌ترین کشتی‌گیران حرفه‌ای تمام دوران کشتی کج به حساب می‌آید» و به عنوان یکی از جسورترین و ریسک‌پذیرترین کشتی‌گیر در انجام حرکات نمایشی و پرشی در طول دوران حرفه‌ای خود شناخته می‌شود.وی به همراه برادر خود مت هاردی بایکدیگر تیم دونفرهٔ پسران هاردی را تشکیل دادند و یکی از برترین تیم‌های دونفره در تاریخ کشتی حرفه‌ای لقب گرفته‌اند.

## زندگی‌نامه
جف کوچک‌ترین برادر از دو برادر است که در یک روستا در کمرن، کارولینای شمالی به دنیا آمدند. وقتی خیلی کودک بود مادرش را به دلیل داشتن تومور مغزی از دست داد و در مزرعهٔ تنباکو در کنار پدر و برادرش بزرگ شد. او در ابتدا و در کودکی به ورزش بیسبال علاقهٔ بسیاری داشت و خود را یک بازیکن بیسبال می‌دید، اما پس از آنکه حین موتورسواری نادرست و غیراصولی آسیب جدی به او وارد شد به کشتی علاقمند شد. جف در دبیرستان یونیون پاینز درس خواند؛ در بین سال‌های ۱۹۹۴ تا ۱۹۹۸ به همراه مت در کمپانی‌های مختلف به کشتی پرداخت و حتی چند مسابقه در دبلیودبلیوئی انجام داد. جف در حالی پا به رینگ این کمپانی بزرگ گذاشت که فقط ۱۶ سال داشت. مت و جف توانستند در سه موقعیت جداگانه کمربند تگ تیم امگا را نیز از آن خود کنند. جف هاردی جوان‌ترین کشتی‌گر تاریخ دبلیودبلیوئی محسوب می‌شود.
مت و جف در ۱۹۹۸ قراردادی رسمی با دبلیودبلیوئی نوشتند. سپس آن‌ها به عنوان هاردی بویز در تلویزیون درخشیدند. بعداً به همراه پرنده آزاد سابق Free Bird، مایکل هایس گروهی تشکیل دادند. در ۲۹ ژوئن ۱۹۹۹ در فایت ویل شمال کارولاینا، مت و جف اولین عنوان تگ- تیم شان را گرفتند. جف تنها ۱۹ سال داشت.

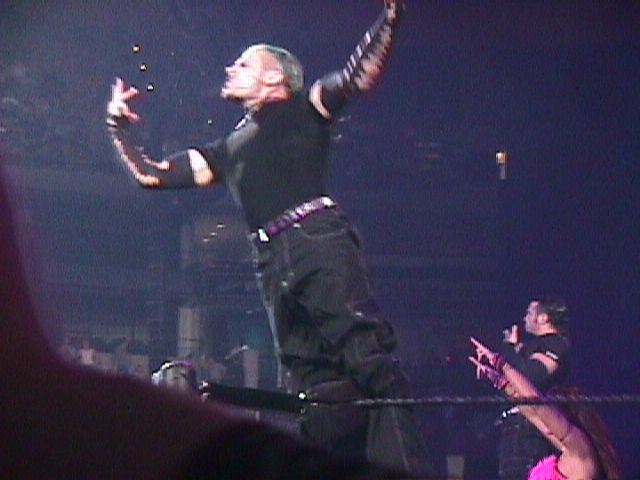
سال ۲۰۰۰

بعداً در ۱۹۹۹ به هایس برگشتند و با گانگرل همراه شدند. (بعد از آنکه اج و کریستین دست از مقاومت برداشتند)
در ۷ اکتبر ۱۹۹۹ ورزشگاه نو مرسی No Mercy دوباره اج و کریستین را در یک مسابقهٔ TLC مقابل مت و جف قرار داد. در این مسابقه هرکدام از گروه‌ها باید ۱۰۰۰ دلار آویزان از بالای رینگ را برمی‌داشتند. در این صورت علاوه بر ۱۰۰۰ دلار، مدیریت خصوصی تری رانلز را هم می‌گرفتند. مسابقه بسیار تماشایی بود. جف کیف پول را گرفت و اینگونه آن‌ها برندهٔ مسابقه شدند.
بعدها لیتا به عنوان گروه آن‌ها را همراهی کرد. جف و مت کار خود را ادامه دادند تا در تگ- تیم موفق باشند. آن‌ها عنوان‌های تگ- تیم را در ۵ موقعیت متفاوت به دست آوردند. جف خودش عنوان قهرمان اروپا را یک بار و هاردکر را سه بار از آن خود کرد؛ و بعد از شکست تریپل اچ مدتی عنوان قهرمان بین قاره‌ای را به نام خود کرد.
در ۲۰۰۲ مت و جف درگیری کوچکی با آندرتیکر داشتند. جف در۱ ژوئیه ۲۰۰۲ در مسابقهٔ نردبان که بر سر عنوان قهرمان سنگین‌وزن بود در برابر آندرتیکر باخت. جف تقریباً داشت با کمربند فرار می‌کرد ولی در آخر مسابقه آندرتیکر دست جف را به نشانهٔ احترام بالا گرفت.
مت در همان سال به Smack Down رفت. جف در مسابقات تک نفره در RAW بی نظیر بود. در ژانویهٔ ۲۰۰۳ جف بعد از هر مسابقه به حریفان خود حمله می‌کرد؛ ولی این امر بعد از یک ماه کنار گذاشته شد.
جف تا سال ۲۰۰۳ تونست این عناوین رو در کشتی حرفه ای یا همون کشتیکج کسب کنه:
۱ قهرمانیه بین قاره ای _ ۵ قهرمانیه تگ تیم دبلیو دبلیو اف _ ۱ قهرمانیه تگ تیم دبلیو سی دبلیو _ ۱ قهرمانی اروپا دبلیو دبلیو اف _ ۱ قهرمانی نیمه سنگین‌وزن دبلیو دبلیو اف _ ۳ قهرمانی هاردکورِ دبلیو دبلیو اف _ ۱ قهرمانی نیمه سنگین‌وزن ان سی دبلیو _ ۱ قهرمانی اومگا نیو فرونتیرز _ ۱ قهرمانی وزن متوسط یو دبلیو ای _ ۱ قهرمانی تگ تیم ان دبلیو ای ۲۰۰۰ _ ۱ قهرمانی تگ تیم اومگا
جف در کنار کارش باید با زندگی خصوصی اش هم می‌جنگید. او دائماً می‌خوابید، کم‌کم در هنگام نمایش‌ها گم می‌شد، دیر به نمایش می‌آمد، تصادفاً در هتل خوابش می‌برد و… دبلیودبلیوئی او را برای تست مواد مخدر خواست ولی جف به در خواست آن‌ها جواب منفی داد. بعد از تلاش‌های بسیار برای اینکه نام هاردی در لیست دبلیودبلیوئی بماند در نهایت او ترخیص شد. آخرین داستان او با دبلیودبلیوئی دوستی عاشقانه‌ای را با تریش استراتوس به وجود آورد.
در ۲۴ م ی۲۰۰۳ چهرهٔ آشنا به امگا بازگشت و در چهرهٔ Willow the Whisp به کارش ادامه داد. اولین مسابقهٔ او در ژولای برگزار شد. جمعیت در ورزشگاه او را به شدت مسخره کردند. اما در آخر او در برابر جویی متیوس پیروز شد.

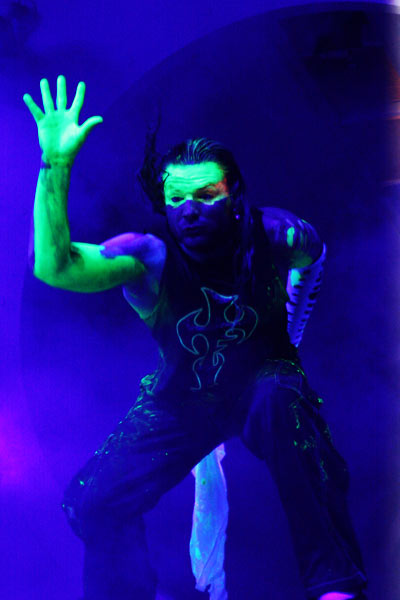
سال ۲۰۰۵

در سال ۲۰۰۴ او به تی ان ای رفت و در اولین مسابقه اش مقابل ای جی استایلز تن به شکست داد در ماه ژوئیه داستی رود فرصتی دوباره به جف داد تا در برابر جف جارت مبارزه کند. بعد از مغلوب کردن مانتی برون هاردی دوباره فرصتی پیدا کرد تا در مسابقهٔ نردبان با جارت روبه رو شود و او مسابقه را برد.
در سال ۲۰۰۵ هاردی با راون درگیری پیدا کرد. او در تیبل مچ (مسابقهٔ میز) نتیجه را به راون واگذار کرد. در آگوست همان سال او در چند مسابقهٔ دیگر هم شرکت کرد بعد از آن مدتی نمایشی نداد.
هاردی در تلویزیون هم دیده نشد و در مردم این باور را به وجود آورده بود که مسئولان او را از شرکت در برنامه‌های تلویزیون دور نگه می‌دارند. قرارداد ترخیص او در آخر ماه ژوئیه پایان یافت.
در ۴ اوت ۲۰۰۶ دبلیودبلیوئی اعلام کرد که بعد از سه سال غیبت با جف هاردی قرارداد جدیدی نوشته‌اند. هاردی دربارهٔ نتیجه اعتیادش گفت که فقط مقدار ناچیزی مصرف کرده و معتاد نبوده‌است.
در راو ۲۱ اوت ۲۰۰۶ وقتی که ادج به همراه لیتا در پرومو خودش به مسخره کردن نام هاردی می‌پرداخت و از کمبربند جدید دبیلو دبیلو ای رو نمایی می‌کرد تم سانگ جف هاردی به صدا درآمد و با تشویق زیاد وارد شد و ضربات رو به ادج وارد کرد. در شو بعد جف هاردی یک مسابقه با ادج داد که پیروز شد
بازگشت هاردی
در راو ۲۸ ژوئیه ۲۰۰۶ هاردی یک مسابقه در مقابل قهرمان وقت عنوان بین قاره‌ای یعنی جانی نایترو داشت. اون مسابقه با دخالت ملینا همراه بود و کمربند همچنان دست نایترو باقی ماند. اما نهایتاً در راو بعد آن جف هاردی موفق به برد جانی نایترو شد و عنوان بین قاره‌ای را به دست آورد. در ۶ نوامبر جف هاردی تایتل رو از دست داد اما ۱ هفته بعد دوباره موفق به پس گرفتش از جانی نایترو شد. هاردی نهایتاً به برند ECW درفت شد. در نو وی اوت (غیرقابل خارج شدن) جف هاردی به همراه برادرش مت در یک بازی لدر مچ برای تایتل‌های تگ تیم مبارزه کردند اما موفق به کسب آن‌ها نشدن. هاردی هنوزم در سال ۲۰۰۷ با جانی نایترو و گروه MMA درگیر بود و در انقلاب سال نو ۲۰۰۷ در یک مسابقهٔ استیل کیج موفق شد باز هم ناتیرو رو شکست بده. این پایان درگیری نایترو و هاردی بود. جف هاردی در شب بعد از رویال رامبل در راو تایتل بین قاره‌ای رو به اوماگا واگذار کرد. در آوریل ۲۰۰۷ و رسلمنیا ۲۳ هاردی در مسابقهٔ لدر مچ مانی این د بنک از روی یک نردبان بسیار بلند بر روی دشمن قدیمیش ادج پرشی رو انجام داد و هر دو به بیرون انتقال داده شدن. شب بعد از رسلمینا برادران هاردی در نبرد ۱۰ تیم برای تایتل تگ تیم به نبرد پرداختن. آن‌ها موفق شدن که تایتل‌های شان مایکلز و جان سینا رو که واگذار شده بود به دست بیارن و عنوان قهرمان جدید تگ تیم رو برای ششمین بار به دست بیارن. اون‌ها نهایتاً تایتل رو به تراول لی و لیچ کد واگذار کردند
سلطنت و خروج (۲۰۰۷–۲۰۰۹)
در میان جدال با اوماگا. در اواخر ژوئیه هاردی در د گریت آمریکن بش مسابقه اش رو به اوماگا واگذار کرد و موفق نشد تایتل بین قاره‌ای رو به دست بیاره. اما هفتهٔ بعد در تاریخ ۳ سپتامبر در راو هاردی موفق شد این عنوان رو از اوماگا برای چهارمین و آخرین بار پس بگیره.
این آغاز یک فشار برای هاردی بود و در سوروایور سریز ۲۰۰۷ او به همراه تریپل اچ در آخرین مرد ایستاده موفق شدن به پیروزی برسند؛ که این دوستی در نهایت به دشمنی بین این دو بدل شد و در آرماگدان ۲۰۰۷ هاردی با شکست تریپل اچ تبدیل به شماره ۱ مدعی برای تایتل دبیلو دبیلو ای شد. در اولین راو ۲۰۰۸ جف هاردی که در حال مسابقه دادن با سانتینو مارلا بود رندی اورتن در تی وی ظاهر شد و یک اسکولکیک به گردن مت هاردی زد و بعد از اون خشم جف هاردی بیشتر شد و یک سوانتان بومب از بالای دکل بر روی اورتن زد که باعث مصدومیت شدید رندی اورتن شد. از این حرکت به عنوان یکی از زیباترین حرکات تاریخ wwe یاد می‌کنند. در رویال رامبل ۲۰۰۸ جف هاردی با کمربند بین قاره ای وارد رینگ شد تا قهرمانی دیگری کسب کند اما نتوانست عنوان دبیلو دبیلو را از رندی اورتن بگیرد
در نو وی اوت ۲۰۰۸ و در یک مسابقهٔ المیشن چمبر راو جف هاردی فوق‌العاده بود حرکات دیدنی انجام داد یک کشتی‌گیر رو حذف کرد مقابل فینیشر تریپل اچ مقاومت کرد اما نهایتاً با فینیشر بعدی شکست خورد و آخرین نفر حذف شده بود و تریپل اچ موفق به کسب عنوان دبیلو دبیلو ای شد.
هاردی در یکی از راوها مقابل حملهٔ کریس جریکو قرار گرفت و نهایتاً تایتل بین قاره‌ای رو بعد از ماه‌ها به اون باخت.
جف هاردی بعد از دوماه در ۱۲ می ۲۰۰۸ در میان تشویق زیاد فن‌ها در شو راو برگشت و اوماگا رو در عرض چند ثانیه شکست داد و اینکار روباز هم تکرار کرد و بعد از سینا باخت و نتونست به مسابقه سر کمربند برسد
در ۲۳ ژوئن ۲۰۰۸ هاردی از برند راو به اسمکدان منتقل شد. اولین مسابقه اش رو مقابل جان موریسون پیروز شد. او در آنفرگیون-سایبر یکشنبه و نو مرسی موفق نشد تریپل اچ رو شکست بده و تایتل دبیلو دبیلو ای رو ببره. در اسمکدان هاردی مقابل آندرتیکر قرار گرفت و با پیروز شدن در اون بازی شماره ۱ مدعی برای سوروایور سریز شد. اما با وجود مصدومیت جف هاردی این کازلوف بود که مقابل اچ قرار گرفت. در حین بازی جنرال مننجر وقت اسمکدان ویکی گررو وارد شد. تمام سالون در این فکر بودن که نام هاردی رو صدا میزنه و به عنوان چلنجر وارد رینگ میشه اما ادج به رینگ اومد و با کاور کردن تریپل اچ عنوان قهرمانی دبیلو دبیلو ای رو از آن خودش کرد
در اسمکدان و طی درگیری‌های شدید ادج-جف هاردی و تریپل اچ مسابقه‌ای برای آرمگدان ۲۰۰۸ ثبت شد که جف هاردی با پیروزی در اون مسابقه اولین قهرمانی دبیلو دبیلو ای خودش رو به دست آورد. جف و کل ورزشگاه به چیزی که میخواستن رسیدن و در اسمکدان بعد با یک جشن باشکوه از او تجلیل کردن.
در رویال رامبل و در یک مسابقهٔ بدون رد صلاحیت در حالی که جف در حال پیروزی بود ویکی از پای داور گرفت و مانع این امر شد. ناگهان مت با یک صندلی وارد رینگ شد و در عین ناباوری ضربه ای رو به جف وارد کرد و تایتل رو به ادج واگذار کرد تا درگیری مت و جف شکل بگیره. در اسمکدان مت هاردی در پرومویی گفت که تمام حوادث قبلی جف از جمله آتش‌سوزی خانه و مردن سگش و تصادف و رفتن مواد آتشزا در چشم جف کار او بوده. در رسلمنیا ۲۵ جف هاردی مقابل برادرش مت قرار گرفت که شکست خورد و همین‌طور در اسمکدان بازهم تن به شکست داد اما در بکلش و در یک مسابقهٔ آیکوئیت مچ موفق به پیروزی و انتقام شد
جف هاردی در اسمکدان هفتهٔ بعد از بکلش در یک مسابقهٔ شماره ۱ مدعی موفق شد کریس جریکو کین و ری میستریو رو شکست بده و در جاجمنت دی مقابل ادج قرار بگیره
در جاجمندی ۲۰۰۹ جف هاردی در یک مسابقهٔ سینگل مچ با دخالت برادرش مت هاردی بازی رو به ادج واگذار کرد و نتونست تایتل سنگین‌وزن جهان رو ببره. اما در اکستریم رولز در یک مسابقهٔ لدر مچ ادج رو به نردبان گیر داد و موفق به کسب اولین قهرمانی سنگین‌وزن و دومین قهرمانی جهانی خودش شد؛ اما این شادی به دو دقیقه هم نرسید سی ام پانک با چمدان مانی این د بنک وارد رینگ شد و تقاضای مسابقه کرد. جف هاردی که مسابقهٔ سخت و طولانی رو با ادج انجام داده بود مجبور به انجام مسابقه شد و در نهایت بعد از دریافت دو فینیشر کمربند رو به سی ام پانک واگذار کرد.
در THE BASH هاردی در یک مسابقهٔ دیگه و شانس مجدد مقابل پانک قرار گرفت اما سی ام پانک با لگدی که به داور زد باعث رد صلاحیت مسابقه شد. هاردی بعد از اون وحشیانه به پانک حمله کرد. بعدها در شب قهرمانان جف هاردی موفق شد تایتل رو از پانک بگیره و برای بار سوم قهرمان جهان بشه اما مجدداً در سامر اسلم و در یک مسابقهٔ تی ال سی عنوان قهرمانی سنگین‌وزن جهان رو به سی ام پانک واگذار کرد
در اسمکدان شرطی گزاشته شد که برندهٔ مسابقهٔ استیل کیج باید مقابل آندرتیکر در برکینگ پوینت ۲۰۰۹ قرار بگیره و بازنده کمپانی رو ترک کنه. جف هاردی درحالی که از ناحیهٔ کتف مصدوم بود اون مسابقه رو به سی ام پانک باخت. خداحافظی تلخ جف هاردی در دوران اوج هرگز از یاد کشتی دوستان نخواهد رفت اشک در چشمان جف جمع شده بود و هواداران او رو به وقفه تشویق می‌کردن و اشک میریختن.
در سال ۲۰۱۰ به تی ان ای بازگشت و تونست سه بار قهرمان جهان بشه و دو بار به همراه برادرش مت به قهرمانی تگ تیم تی ان ای دست پیدا کنه
مت و جف در اوایل ۲۰۱۷ به کمپانی‌های زیادی رفتند و پس از یک یا دو مسابقه کمربندهای تگ تیم رو به دست آوردند.
شایعه‌هایی منتشر شد که هاردی بویز بعد از ۸ سال در رسلمنیا به دبلیو دبلیو ای باز خواهند گشدت و هواداران از این خبر بسیار خوشحال شدند اما با رفتن هاردی بویز به کمپانی رینگ آف آنر و کسب کمربند تگ تیم باعث ناامید شدن هواداران دیلیو دبلیو ای از حضورشان در رسلمنیا شدند
تا اینکه در رسلمنیای جف و مت به‌طور مخفیانه وارد بک استیج شدند و به یک باره بعد از هشت سال پا به دبلیودبلیوئی گذاشتند و در یک مسابقه لدرمچ قهرمان کمربند تگ تیم شدند دو حرکت دیدنی از مت و جف در اون مسابقه از یاد و خاطر هواداران نخواهد رفت. بازگشت هاردی بویز به دبلیو دبلیو ای بازتاب گسترده‌ای در کل دنیا داشت. هواداران در ورزشگاه سر از پا نمیشناختن و تمام رسانه‌ها به بازگشت رؤیایی این دو اسطوره اشاره داشتن. از نظر wwe این یکی از بزرگ‌ترین و با شکوه‌ترین بازگشت‌های طول تاریخ بود.
تشویق وحشتناک هواداران در روز بعد رسلمنیا در راو بی نظیر بود. بعد از مسابقات تکراری مقابل شیمس و سزارو و در نهایت واگزار کردن کمربند تگ تیم راه جف و مت از هم جدا شد.
در سال ۲۰۱۸ جف با شکست دادن جیندرماهال برای اولین بار قهرمان کمربند ایالات متحده شد و در بزرگ‌ترین رویال رامبل در عربستان هم جیندر ماهال رو شکست داد. جف از کمربندش مقابل رندی اورتن دفاع کرد و در نهایت پس از سه ماه کمربند رو به شینسکی ناکامورا واگزار کرد. درگیری او با رندی ادامه داشت. جف و رندی در شوها دائم باهم درگیری داشتند که در نهایت در یک مسابقه هل این اِ سل مچ مقابل هم قرار گرفتند. یک مسابقه بسیار خشن و فوق‌العاده. ریختن پیچکوشتی در گوش جف توسط رندی و پیچوندن و کشیدن اون باعث شد تا به عنوان دردناکترین صحنه سال ۲۰۱۸ انتخاب بشه. در نهایت جف با پرش از ارتفاع روی میز مسابقه رو به رندی باخت.
جف هاردی در الیمنشن چمبر ۲۰۱۹ برای کسب عنوان قهرمانی wwe به میدان رفت اما فقط ۳ دقیقه بعد از ورودش و بعد از یک حرکت ریسکی دیگه از مسابقه حذف شد. جف به همراه برادرش در مسابقه بتل رویال در رسلمنیا توسط براون استرومن حذف شدند. مت و جف در اسمکدان بعد از رسلمنیا با شکست دادن برادران اوسو برای بار نهم و احتمالاً آخر قهرمان تگ تیم دبلیودبلیوای شدند. پس از سه هفته جف با عصا وارد رینگ شد و گفت که حداقل برای ۶ ماه نمیتونه مسابقه بده چون زانوش آسیب دیده و باید زیر تیغ جراحی بره و مجبور شدند کمربند رو واگزار کنند.
در سال ۲۰۲۰ و پس از ۱۱ ماه جف هاردی برگشت و با توجه به خروج مت از این کمپانی در مسابقات یک در مقابل یک قرار گرفت. جف در اولین اسمکدان بدون تماشاگر تاریخ کینگ کوربین رو به راحتی شکست داد و در کیک آف مانی این د بنک در مقابل سزارو به پیروزی رسید. درگیری جف و شیمس بالا گرفت و تونست شیمس رو در اسمکدان ببره اما در بکلش مقابل مرد ایرلندی تن به شکست داد. این درگیری ادامه داشت تا اینکه در یک مسابقه بار مچ جف برای بار دوم شیمس رو برد. بعد از این درگیری او با پیروزی مقابل ای جی استایلز برای بار پنجم موفق به کسب کمربند بین قاره ای شد
جف کمربند رو به سمی زین باخت و در راو ۱۲ اکتبر ۲۰۲۰ به برند راو درفت شد
همین‌طور سابقه کسب پیروزی مقابل آندرتیکر، شایون مایکل، ریک فیلر، تریپل اچ، رندی اورتن، ادج، سی ام پانک، بیگشو، اوماگا، کریس جریکو، استینگ و ریمیستریو و … رو داره
جف در اولین شوی اسمکدان تاریخ حضور داشته
و همین‌طور در اولین مسابقه تی ال سی تاریخ درخشیده‌است
دوبار تونسته جایزه لحظهٔ برتر سال WWE رو به دست بیاره و تونسته بهترین کشتیگیر سال TNA بشه. جف با پنج قهرمانی در رده چهارم بیشترین تعداد قهرمانیه بین قاره ای قرار داره. همین‌طور با سه قهرمانی جهان در TNA در رده سوم این کمپانی حضور دارد.
جف در کشتیکج به‌طور کلی ۱۹ بار قهرمان تگ تیم شده که در تمامی این ۱۹ بار برادرش مت همتیمیش بوده.
کمربندهای قهرمانی:
۱ بار قهرمان WWE
۲ بار قهرمان WWE WORLD HEAVYWEIGHT
۳ بار قهرمان TNA WORLD HEAVYWEIGHT
۴ بار قهرمان WWE INTERCONTINENTAL
۱ بار قهرمان WWF INTERCONTINENTAL
۱ بار قهرمان WWE UNITED STATS
۵ بار قهرمان WWF TAG TEAM
۱ بار قهرمان WWE WORLD TAG TEAM
۱ بار قهرمان RAW TAG TEAM
۱ بار قهرمان SMACKDOWN TAG TEAM
۱ بار قهرمان WCW TAG TEAM
۲ بار قهرمان TNA WORLD TAG TEAM
۱ بار قهرمان WWE EUROPEAN
۱ بار قهرمان WWF LIGHT HEAVYWEIGHT
۲ بار قهرمان WWF HARDCORE
۱ بار قهرمان WWE HARDCORE
۱ بار قهرمان ROH WORLD TAG TEAM
۱ بار قهرمان NCW LIGHT HEAVYWEIGHT
۱ بار قهرمان OMEGA HEAVYWEIGHT
۱ بار قهرمان OMEGA NEW FRONTIERS
۱ بار قهرمان UWA WORLD MIDDLEWEIGHT
۱ بار قهرمان NWA 2000 TAG TEAM
۲ بار قهرمان OMEGA TAG TEAM
۱ بار قهرمان HOG TAG TEAM
۱ بار قهرمان WS TAG TEAM
۱ بار قهرمان CRASH TAG TEAM
۱ بار قهرمان MCW TAG TEAM
جف در کنار کشتی کج، به خوانندگی نیز پرداخته و در این راستا آهنگ‌ها و آلبوم‌هایی را منتشر کرده‌است. منسوخ شده جزو بهترین آهنگ‌های هاردی است. او استعداد زیادی در نقاشی داره و همیشه در هر جایی شروع به نقاشی کردن میکنه
جف موتور سوار حرفه ای هم هست اما چند سال پیش روی یک اشتباه با موتور به زمین‌خورد و زانوش آسیب شدیدی دید و برای همیشه این رشته رو کنار گذاشت. او علاقه زیادی نیز به بیسبال داره

## مشخصات
- رنگ چشم: قهوه‌ای
- رنگ مو در حال حاضر: شرابی تیره، سیاه
- رنگ موی طبیعی: قهوه‌ای روشن (بور)
- حلقه‌ها: هردو گوش
- القاب در کشتی کج: کاریزماتیک اینگما، هایریسک جانکی، کینگ اف د لدر و بِرادِر نیرو
- خالکوبی‌ها (تتوها): یک اژدها بر ساق پای راستش، یک هشت پای کارتونی روی ساق پای چپش، دو علامت چینی (ترجمه به سلامتی و آرامش)، تتوی مار/ببر بر بازوی راستش، و علامت‌هایی بر بازویش که در انتهای گردنش تمام می‌شود (شاید یک درخت) و همین‌طور تتوهایی در پشت بدنش
- کمپانی:اسمک داون (wwe)
- حرکت پایانی: سوانتون بامب (Swanton Bomb)و Twist of Fate
- موسیقی ورودی دبلیودبلیوئی: مرگ از بالا (نجوا در باد) Death from Above (Whisper in the Wind)
- موسیقی ورودی تی‌ان‌ای: مادست و ابسولیت و .. که همه رو خودش خونده
- حرکات ویژه: پرش‌های زیبا و شجاعانه از ارتفاع زیاد